# Circuit de Pau-Ville
Circuit de Pau-Ville lub Pau Street Circuit – uliczny tor wyścigowy położony w departamencie Pireneje Atlantyckie. Obecnie rokrocznie odbywa się na nim Grand Prix Pau, któremu towarzyszą również wyścigi Europejskiej Formuły 3, Brytyjskiej Formuły 3, Międzynarodowego Trofeum Formuły 3, Formuły Renault 2.0 oraz Francuskiego Pucharu Porsche Carrera.

## Historia toru
Pierwsze Grand Prix Pau na torze Circuit de Pau-Ville został zorganizowane w sezonie 1933 Grand Prix. Wyścigi te odbywają się do dziś (wyłączając przerwę spowodowaną drugą wojną światową). W latach pięćdziesiątych Grand Prix Pau straciło nieco na znaczeniu ze względu na to, że tor nie znalazł się w kalendarzu nowo utworzonej Formuły 1. Francuski tor stał się jednak jednym z nielicznych torów, na których odbywały się wyścigi Formuły 2 niemal w każdym sezonie. Po zlikwidowaniu Mistrzostw Europejskiej Formuły 2 tor znalazł się w kalendarzu Formuły 3000, z którego wypadł po sezonie 1998. Jednak od 1999 roku tor stał się jednym z głównych torów Formuły 3. W latach 1999–2002 odbywał się na nim prestiżowy wyścig pod nazwą: Europejski Puchar Formuły 3. Został on zlikwidowany w sezonie 2003, kiedy to utworzono Formułę 3 Euro Series. W latach 2012 i 2014 na torze pojawiły się bolidy Europejska Formuła 3. W latach 2007–2009, gdy na Circuit de Pau-Ville nie odbywały się wyścigi Formuły 3 Euro Series, dołączył on do kalendarza World Touring Car Championship.